# Aleksandr Rudzkij
Aleksandr Felitsianovitj Rudzkij (ryska: Александр Фелицианович Рудзкий eller Рудзский), född 1838 i guvernementet Tjernigov, död den 27 juni 1901 (begravd i Versjuba nära Vilnius). 
Rudzkij tog examen 1860 i Sankt Petersburg och 1861 skickades Rudzkij till Västeuropa för att studera skogsregleringar och ledarskap. Han var bland annat i Tyskland, Frankrike, Belgien, Holland och England.
När Rudzkij återvände till Ryssland, företog han vetenskapliga undersökningar på ett antal skogsdistrikt, vilka ledde till ett antal publikationer i journalen MSP under rubriken "Brev från den ryska skogen" I Petersburg presenterade Rudzkij ett antal publikationer under rubriken "Generella principer i skogsregleringar".
År 1876 utsågs Rudzkij till instruktör i skogsregleringar på departementet för skogsmäteriet vid Petersburg skogsinstitut. 
År 1878 delades departementet upp sig i två enheter: departementet för skogsmätningar som ledes av Pjotr Nikolajevitj Verecha och departementet för skogsregleringar som Rudzkij blev chef för och innehade tjänsten fram till sin död.